# Donald Knuth
Donald Ervin »Don« Knuth, ameriški matematik, računalnikar in programer, * 10. januar 1938, Milwaukee, Wisconsin, ZDA.

## Življenje in delo
Knuth je diplomiral iz matematike na Caseovem tehnološkem inštitutu, sedaj znanem pod imenom Caseova Univerza Zahodnega rezervata, vodeča neodvisna raziskovalna univerza v Clevelandu v Ohiu. Leta 1963 je doktoriral iz matematike na Kalifornijskem tehnološkem inštitutu (Caltech) v Pasadeni v Kaliforniji. Leta je postal profesor računalništva na Univerzi Stanford v Stanfordu.
Knuth je najbolj znan kot avtor knjige v več zvezkih Umetnost računalniškega programiranja (The Art of Computer Programming), enega od najbolj cenjenih virov na področju računalništva. Izdelal je programsko okolje za urejevanje besedil TEΧ in programski jezik Metafont za stavljenje s pomočjo vektorskih črk.

## Priznanja
Leta 2003 so ga izbrali za člana Kraljeve družbe v Londonu.

### Poimenovanja
Po njem se imenuje asteroid glavnega pasu 21656 Knuth.